# Thomas Heftye (1822–1886)

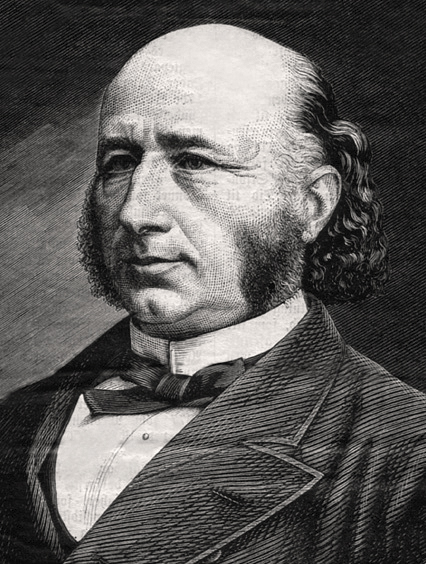
Thomas Heftye (1822–1886).

Thomas Johannessen Heftye, född den 29 oktober 1822 i Kristiania (nuvarande Oslo), död där den 4 oktober 1886, var en norsk affärsman och mecenat. Han var far till Thomas Heftye (1860–1921).
Heftye ingick vid unga år som delägare i familjens gamla ansedda bankir- och skeppsredarfirma, vars chef han var sedan 1864. Han var en högt ansedd kommunalman, var ledamot i flera av regeringen nedsatta kommittéer för utredande av statsekonomiska frågor, var med om att stifta norska turistföreningen och arbetade ivrigt på förskönandet av Norges huvudstad med omnejd. Även i Norges litteratur- och konsthistoria förvärvade han sig ett namn som mecenat och behandlade i den periodiska pressen viktigare bank- och finansfrågor. Särskilt utgav han Kursværdien af sterling, mark banco, gylden og francs i norske species- og dele af species (1871) och De svenske seddelbanker (1878).